# Workplace Hazardous Materials Information System

Logo

Das Workplace Hazardous Materials Information System (WHMIS; französisch Système d'information sur les matières dangereuses utilisées au travail SIMDUT) ist ein System zur Klassifizierung von Gefahrgut seit 31. Oktober 1988 und wird vom kanadischen Gesundheitsministerium administriert. Die Kernelemente des Systems sind warnende Kennzeichnung von Behältern („kontrollierte Produkte“), die Bereitstellung von Sicherheitsdatenblättern (material safety data sheets, MSDSs) und Ausbildungsprogrammen.
Das kanadische Referenzhandbuch für den Bedarf des Gefahrgut-Gesetzes (HPA) und die Kontrollierte Produkt-Verordnung (CPR) sieht laut Bundesgesetzgebung vor, das die kanadischen Lieferanten und kanadischen Importeure, Gefahrguttransporte in der jeweilig erforderlichen Gefahrenklasse einstufen müssen. Zusätzlich sieht das WHMIS vor, dass Sicherheitsdatenblätter nach dem Hazard Communication Standard ausgefüllt werden müssen.

Gefahrgutklassifizierung
Klasse A Druckgas
Klasse B Hochentzündliche und brennbare Materialien
Klasse C oxidierende Materialien
Klasse D-1 Giftige und infektiöse Material (das unmittelbare und schwerwiegende Auswirkungen hervorhebt)
Klasse D-2 Giftige und infektiöse Materialien (verursacht andere toxische Effekte)
Klasse D-3 Giftige und infektiöse Materialien (infektiöses biologisches Gefahrgut)
Klasse E korrodierende Materialien
Klasse F Gefährlich reaktive Materialien